# Аввакумовка
Авваку́мовка — река в Приморском крае России. Образуется слиянием рек Фурмановки (до 1972 года — Тадагоу) и Казаковской (Синь-Квандагоу), течёт в юго-восточном направлении, лишь в одном месте делая излом к югу, затем, выпрямляясь, сохраняет прежнее направление и впадает в залив Ольги Японского моря.

## Этимология
Коренное население реку называли Вай-Фудзин, что переводится как «внешняя Фудзин» (то есть текущая в сторону моря). Название подразумевало противопоставление другой реке — Лифудзин, с переводом «внутренняя Фудзин».
Название Аввакумовка была дано по имени Аввакума (Честного), который находился на борту судна (параходокорвет «Америка»), открывшего залив Святой Ольги в 1857 году.

## Описание
Длина реки — 67 км, площадь водосборного бассейна — 3170 км², общее падение реки — 770 м. Ширина её до устья реки Васильковки 20—25 м, глубина 0,4—0,8 м. По данным наблюдений с 1937 по 1985 год среднегодовой расход воды в районе села Ветка составляет 16 м³/с.
В летнее время часты паводки, вызываемые в основном интенсивными продолжительными дождями.

В нижнем течении долина Вай-Фудзина очень живописна. Утёсы с правой стороны имеют причудливые очертания и похожи на людей, замки, минареты и т. д. С левой стороны опять потянулись высокие двойные террасы из глинистых сланцев, постепенно переходящие на севере в горы.— Арсеньев В. К. «В дебрях Уссурийского края»

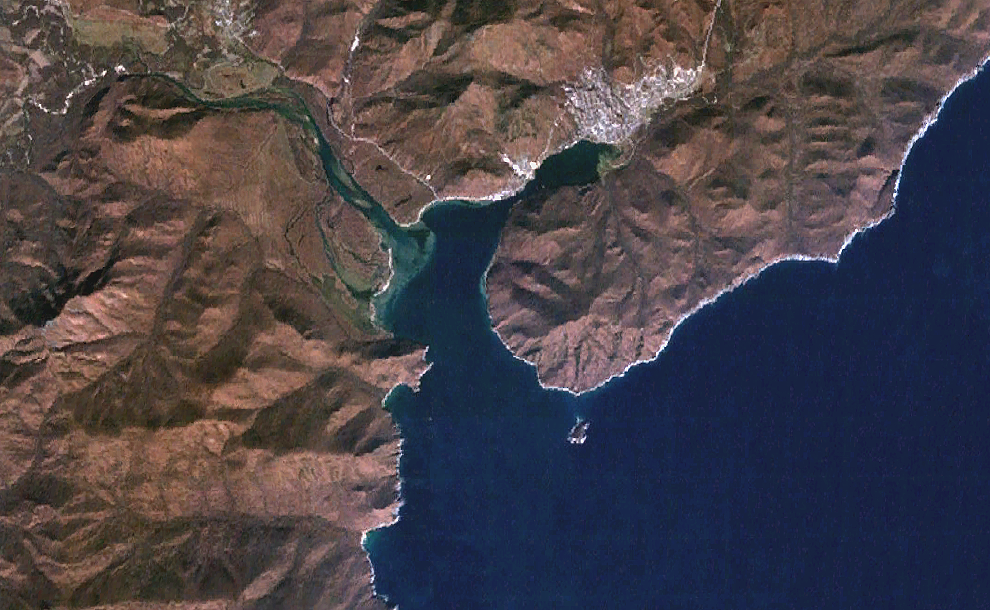
Устье реки Аввакумовка и залив Ольги на спутниковой фотографии.

Населённые пункты на реке: Фурманово, Михайловка, Молдавановка, Новониколаевка, Ветка, Пермское.
Река Аввакумовка имеет природоохранный статус, летом идёт на нерест сима, осенью — кета. Движение маломерных судов с двигателями внутреннего сгорания запрещено (только катера рыбинспекции при охоте на браконьеров).

## Основные притоки
(расстояние от устья)
- 7,8 км — река Арзамазовка (лв)
- 9,2 км — река Васильковка (пр)
- 32 км — река Беневка (пр)
- 38 км — река Форельная (пр)
- 49 км — река Выгонка (лв)
- 56 км — река Харченковая Падь (лв)

## Галерея

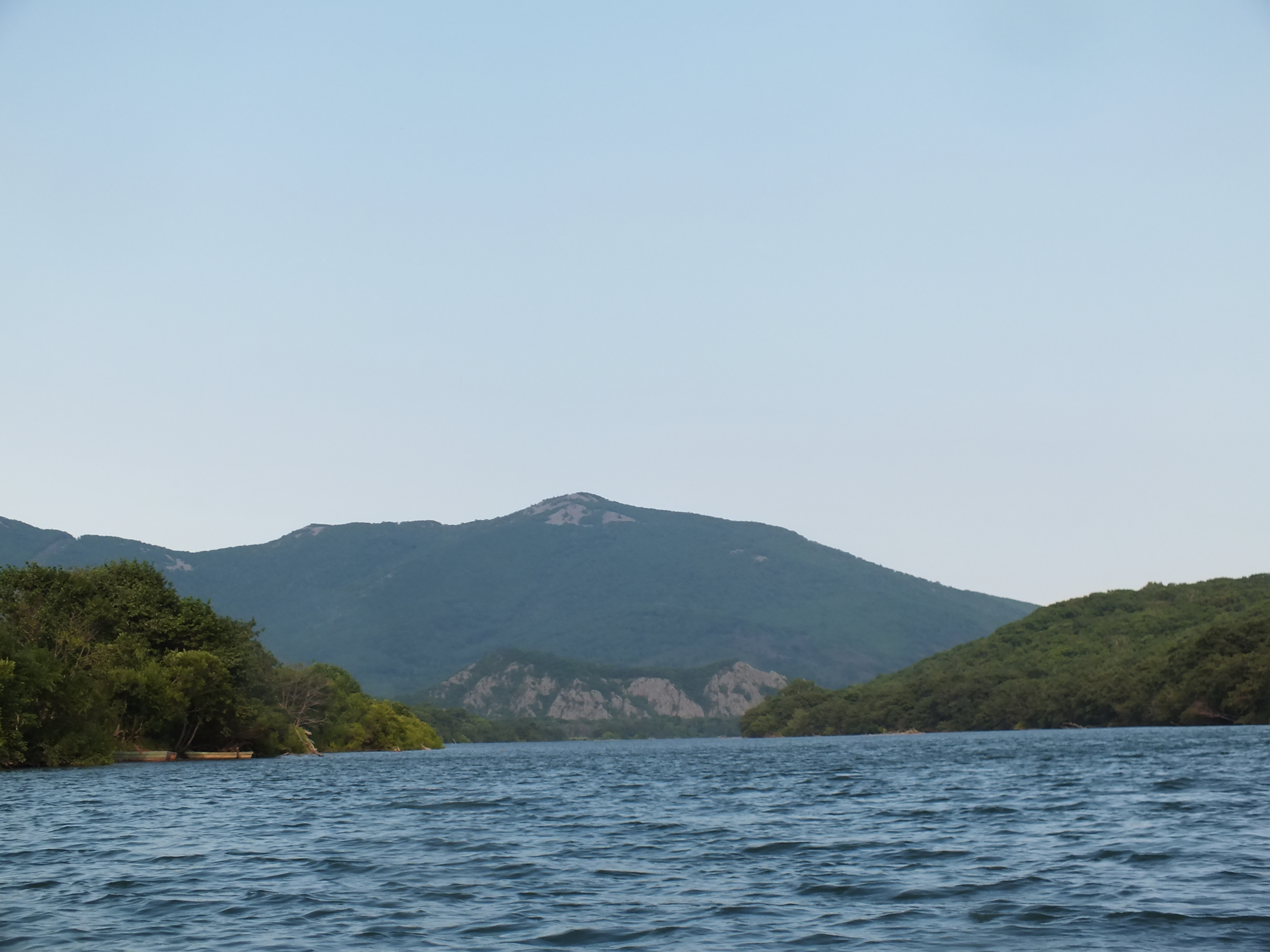
Река Аввакумовка, Чёртов утёс между селом Пермское и посёлком Ольга
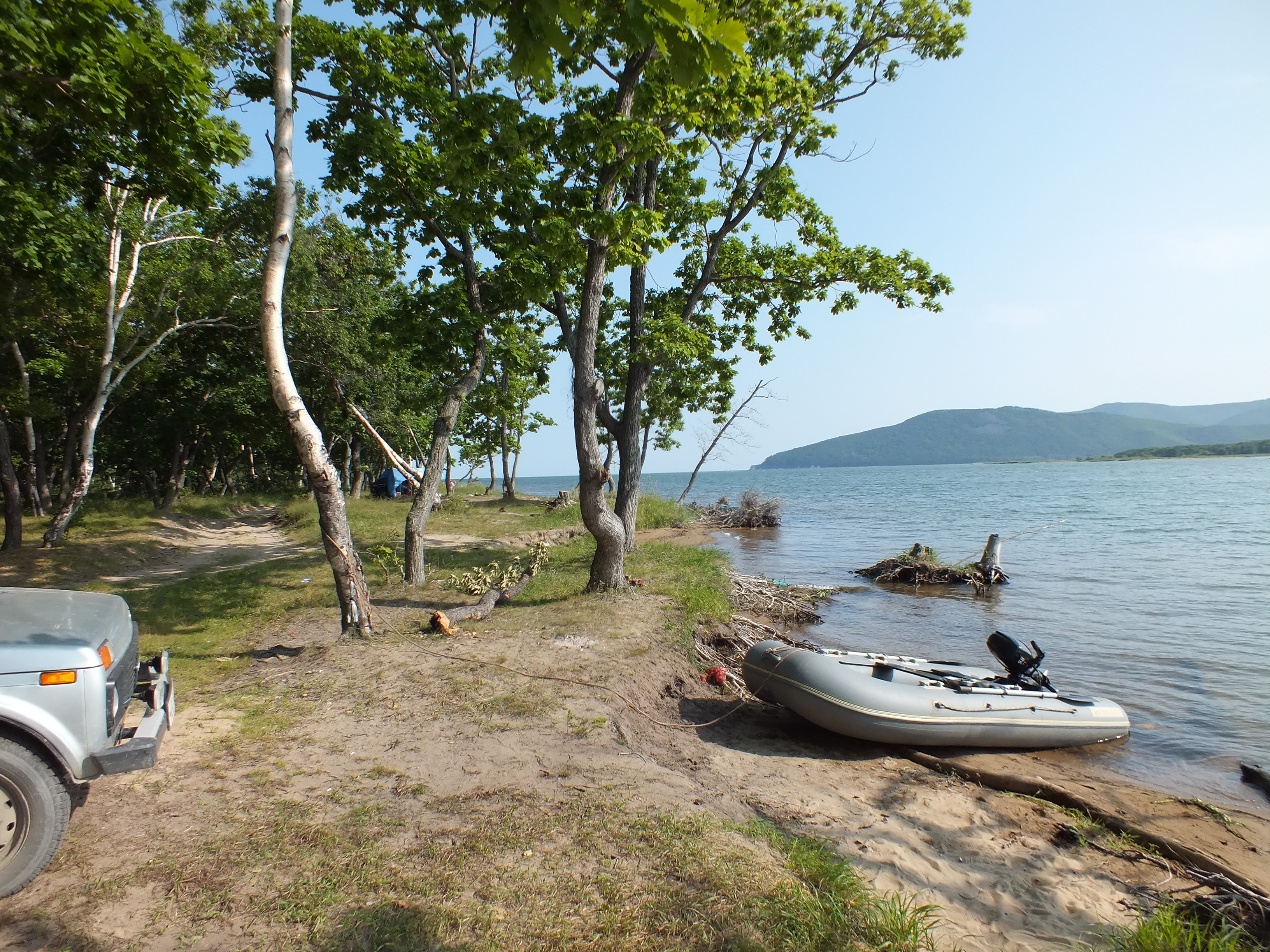
Устье Аввакумовки и залив Ольги.
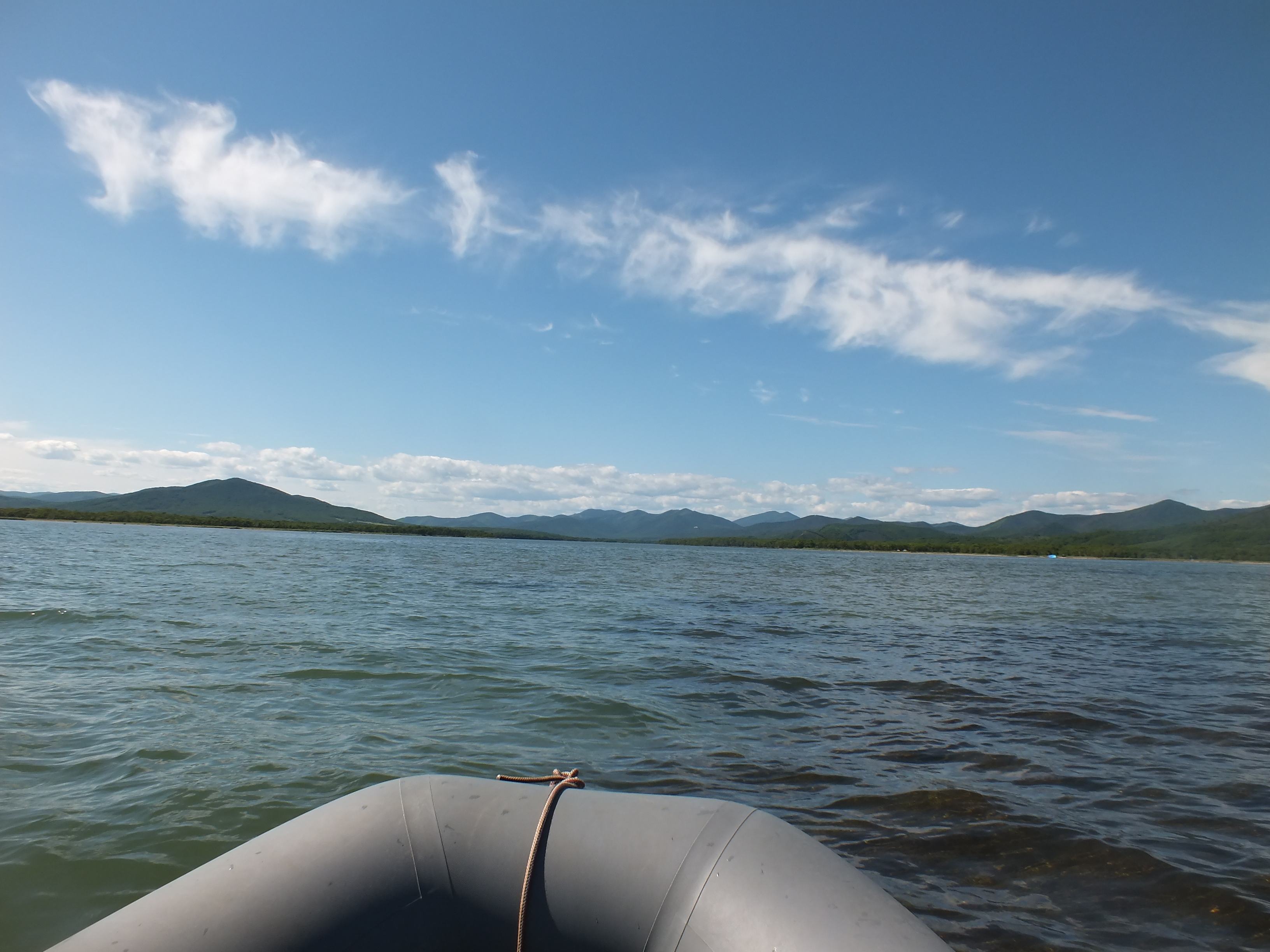
Устье Аввакумовки, вид с залива Ольги.